# Premio Hispanoamericano de Poesía para Niños
El Premio Hispanoamericano de Poesía para Niños fue creado en 2004 por la Fundación para las Letras Mexicanas en colaboración con el Fondo de Cultura Económica. El premio tiene un carácter internacional y tiene la intención de poner la cultura universal en manos de los niños y crear espacios para analizar y promover la literatura infantil, además de propiciar publicaciones de calidad dirigidas a los jóvenes lectores.

## Historia
En el año de su creación, en 2004, se galardonó al poeta mexicano Javier España Novelo, por su libro La suerte cambia la vida. 
En 2005, el premio lo obtuvo la escritora mexicana de literatura infantil y juvenil María García Esperón por su poemario Tigres de la otra noche. 
En 2006, el poeta, ensayista y editor mexicano Luigi Amara por su libro Las aventuras de Max y su ojo submarino. 
En 2007, el premio fue concedido al poeta y artista plástico mexicano Níger Madrigal por su obra Rutinero.
En 2008, a la educadora uruguaya Mercedes Calvo, con su obra Los espejos de Anaclara.
En 2009, al poeta mexicano Marco Aurelio Chavezmaya por su libro El niño en su casa del Árbol de la vida.
En 2010, al poeta mexicano Ramón Iván Suárez Caamal por su libro Huellas de pájaros.
En 2011, al poeta y ensayista mexicano Javier Mardel por su libro Lo que no sabe Pupeta.
En 2012, al poeta mexicano Gerardo Villanueva por su libro El vuelo de Lucy (cuaderno de tareas).
En 2018 a la escritora chilena María José Ferrada por su libro Cuando fuiste nube.
En 2019 a la escritora peruana Micaela Chirif por su libro El mar.
En 2020 a la escritora mexicana Evelyn Moreno por su libro Gato,¿estás ahí?.
En 2021 a la escritora cubana Elizabeth Reinosa Aliaga por su libro Raíz del nido.